# 大良造
大良造（だいりょうぞう）は、中国の古代官名・爵名の一つ。戦国時代初期の秦における最高官職であり軍政の大権を握る立場であった。商鞅の変法の後、秦国内において軍功の奨励がされるようになると、二十等爵が制定され、大良造は十六等級とされ、大上造とも呼ばれた。
秦の恵文王10年（紀元前328年）、中原諸国の制度に倣い、軍政の大権を握る相国の地位が設立され、大良造は主に貴族の爵名として漢朝の時代まで用いられた。
秦においてこの地位に就いた高名な人物としては商鞅・公孫衍・白起らが記録に残っている。